# سعدان فجري
السعدان الفجري (الاسم العلمي:†Eosimias) هو جنس منقرض من الرئيسيات يتبع فصيلة السعادين الفجرية من بسيطات الأنف.